# Nissan Maxima
El Nissan Maxima es un automóvil de tamaño completo fabricado y comercializado por Nissan y se ofrece como el sedán insignia de Nissan principalmente en América del Norte y actualmente se encuentra en su octava generación. Habiendo debutado para el modelo del año 1982 como Datsun Maxima, reemplazó al anterior Datsun 810. El nombre Maxima data del modelo del año 1981 cuando Datsun comercializó el 810 de lujo como 810 Maxima en América del Norte. Al igual que el 810, las primeras versiones del Maxima tuvieron su origen en el Datsun/Nissan Bluebird. Se le cambia el nombre a Nissan Maxima cuando el Datsun, la marca, se eliminó gradualmente para el año modelo 1985.
El Maxima se comercializó como una alternativa de lujo al Altima y, antes de 1993, al Stanza, que se distinguía por características como un interior premium y un motor V6.  La mayoría de los Maxima se construyeron en Oppama, Japón, hasta que comenzó el ensamblaje en Norteamérica en Smyrna, Tennessee para el modelo del año 2004.
En algunos mercados más allá de América del Norte, el nombre Maxima también se ha utilizado en variaciones del Nissan Cefiro y Teana  La placa de identificación de Maxima se ha utilizado de forma intermitente en el mercado interno japonés, inicialmente como una versión de lujo del Bluebird.

## Primera generación (G910; 1981)
El primer automóvil que usó el nombre Maxima, la segunda generación Datsun 810 , se introdujo en 1980 para el modelo del año 1981. Era esencialmente un Datsun Bluebird (910) del mercado japonés con la distancia entre ejes extendida 3,9 pulgadas (100 mm) para acomodar el motor en línea. -Seis motores. Este modelo sustituyó al Datsun 810 (primera generación) . La segunda generación de Datsun 810 no se comercializó en Japón, solo en América del Norte como el modelo inferior Datsun 810 Deluxe y el modelo superior 810 Maxima .  Ambos estaban disponibles con carrocería sedán o familiar. En 1981, para el año modelo 1982, todos los 810 fueron renombrados como Datsun Maxima. En 1983 para el modelo del año 1984, el último año de la primera generación de Maxima, los Datsun norteamericanos también comenzaron a llevar la insignia "Nissan". Solo los Nissan del año modelo 1984 tienen insignias traseras "Nissan" y "Datsun", aunque los modelos anteriores tenían una insignia "Datsun" con una pequeña designación "by Nissan" debajo.
Para el primer año del modelo, el 810 Deluxe venía con una transmisión manual de cinco velocidades, mientras que el modelo superior 810 Maxima solo venía con una automática de tres velocidades. [4] La introducción del Maxima en América del Norte siguió a la exitosa introducción del Datsun 240Z , y utilizó el mismo motor y transmisión mientras ofrecía cuatro puertas con contenido de lujo. Los sedán tienen suspensión trasera independiente, mientras que el vagón tiene un eje trasero vivo con ballestas. El vagón también recibió tambores traseros en lugar de frenos de disco. 
La segunda generación conservó el mismo motor base de 2.4 litros que el Datsun 810 anterior, aunque aumentó en 2 a 120 hp (89 kW) y con más par disponible a una velocidad del motor más baja. [7] También estaba disponible con el motor diésel de seis cilindros en línea LD28 OHC de 2.8 litros (disponible en los EE. UU. desde mediados de 1981 hasta 1983) con una transmisión manual de cinco velocidades o automática de cuatro velocidades con sobremarcha.
Algunas de las bombas de dirección asistida se obtuvieron de la división Saginaw Gear de General Motors , mientras que otras se obtuvieron de Atsugi. Este fue el segundo Nissan en usar piezas de origen estadounidense además de la transmisión Borg-Warner T-5 utilizada en los Nissan ZX Turbos 82–86. El uso de piezas fabricadas en EE. UU. se introdujo gradualmente antes de la aprobación de las leyes de contenido local impuestas por el gobierno de EE. UU.
El Maxima presentaba un sistema de advertencia de voz basado en fonógrafo. Las advertencias de una puerta abierta, etc. se transmitirían a través del fonógrafo miniaturizado y se reproducirían audiblemente: "la puerta está abierta, la llave está en el encendido, etc." Los modelos de 1981 fueron los primeros 'automóviles parlantes' comercializados en los EE. UU. y solo ofrecían una advertencia de voz, una voz femenina que le recordaba al conductor: "Por favor, apague las luces".